# جائزة الأمير عبد العزيز بن سعد بن عبد العزيز آل سعود (بصمة)
جائزة الأمير عبد العزيز بن سعد بن عبد العزيز آل سعود (بصمة) جائزة سعودية أعلن أمير منطقة حائل إطلاقها في الثامن من أغسطس عام 2017م. وتمنح الجائزة للأفراد وللقطاعات الحكومية والأهلية والاجتماعية في خمسة فروع.
وتهدف الجائزة لرفع مستوى الأداء وتنفيذ المشاريع والبرامج التي تدعم التنافس وتساعد على تحقيق الصالح العام.

## فروع الجائزة
تُمنح الجائزة في خمسة فروع هي:
- جائزة (إبداع): تمنح للأفكار والأعمال الإبداعية في مختلف المجالات للأفراد والقطاعات.
- جائزة (مبادرة): تمنح للمبادات الاستراتيجية التي يكون لها أثر دائم ومستمر للقطاعات والأفراد.
- جائزة (عطاء): تمنح للمساهمات الفاعلة في المجالات الخيرية والتطوعية والاجتماعية للقطاعات والأفراد.
- جائزة (تميُّز): تمنح للمسؤولين المميزين في جهودهم.
- جائزة (أداء): تمنح للقطاعات ذات الأثر الفاعل والتي توفر المناخ الإيجابي لمنسوبيها.[3]

## وصلات خارجية
- الموقع الرسمي